# 1425
1425 је била проста година.

## Догађаји
- Српско-турски ратови - Османски поход на Србију 1425. године
- Српски краљ Стефан Твртко II Котроманић покушава да ујеини Српску деспотовину и Краљевину Босну.

## Смрти
- Василиј I Дмитријевич

- Карло III од Наваре

- Манојло II Палеолог